# Angelo Airoldi
Angelo Airoldi (Lecco, 5 agosto 1942 – Portogruaro, 21 gennaio 1999) è stato un sindacalista italiano.

## Biografia
Angelo Airoldi nasce a Lecco nel 1942. Suo padre è impiegato alla Guzzi di Mandello del Lario. La madre, casalinga, è affetta da una malattia che la porterà a una morte prematura. Ha una sorella maggiore, Gilda.
Studia al Liceo classico di Lecco e, dopo la maturità, si iscrive all'Università di Pavia, dove frequenterà prima la Facoltà di Medicina, poi quella di Biologia. Nel 1968 muore anche il padre e Airoldi deve interrompere gli studi e lavorare. Ulisse Guzzi, proprietario del Tubettificio Ligure e imprenditore illuminato, lo incarica di seguire il Circolo Piero Calamandrei, che ha costituito a Lecco. Pochi mesi dopo, viene reclutato dalla Cgil locale che lo destina prima alla Federazione degli alimentaristi (allora Filziat), poi alla Filcea e infine, nel 1969, alla Fiom.
È funzionario della Fiom di Lecco e eletto delegato, partecipa al XVI Congresso nazionale della Federazione, nel 1970. Entra a far parte del Comitato centrale, per la prima volta nella storia eletto a scrutinio segreto. L'anno dopo viene chiamato da Bruno Trentin a far parte dell'apparato nazionale, dove segue il settore siderurgico. Qualche tempo dopo, quando il processo di unità sindacale ha raggiunto il suo punto più alto, con la costituzione della FLM (Federazione lavoratori metalmeccanici), Airoldi passa alla organizzazione, seguendo in particolare l'attività di formazione dei quadri sindacali.
Con il XVII Congresso, nel 1977, entra a far parte della segreteria nazionale, guidata ora da Pio Galli, ed è responsabile dell'organizzazione. Tre anni dopo, nel 1980, viene inviato in Lombardia a ricoprire il ruolo di segretario generale della Fiom regionale. In Lombardia resta quattro anni, che coincidono con il periodo in cui il processo di unità sindacale inizia a entrare in crisi.
Nel 1984 torna nella segreteria nazionale della Fiom e segue il settore dell'auto. Poco il ruolo di segretario generale passa da Pio Galli a Sergio Garavini. La Fiom sta preparando il suo XVIII Congresso che si terrà a Napoli nel febbraio 1986. In esso Airoldi sarà riconfermato nella segreteria nazionale.
Nel 1987 Sergio Garavini si candida alle elezioni politiche con il partito comunista. Il Comitato centrale della Fiom elegge Airoldi segretario generale: è il 25 giugno 1987. L'anno dopo, a Verona, il XIX Congresso lo conferma in questo ruolo. Sono anni difficili. La vertenza Fiat del 1988 si conclude con la firma di un accordo "separato" da parte di Fim e Uilm. Molto faticosa è anche la gestione del rinnovo del contratto nazionale nel 1990. Questa volta l'unità delle tre federazioni regge, ma i modesti risultati ottenuti determinano tensioni nella Fiom e tra questa e la Cgil.
Al XX Congresso nel 1991, Airoldi lascia la Fiom. Entra nella segreteria nazionale Cgil, ora guidata da Bruno Trentin, dove è responsabile per le politiche economiche e per l'intervento a favore del Mezzogiorno. Dopo la crisi finanziaria dell'estate 1992, i sindacati sono chiamati dai governi in carica, ad assumersi precise responsabilità per il risanamento della situazione del paese. Si arriva così all'accordo del 23 luglio 1993, il cosiddetto "patto sociale". La vicenda accresce le tensioni all'interno della Cgil e della sua segreteria nazionale. Nel 1994 diviene segretario generale Sergio Cofferati e Airoldi rimane con le stesse deleghe che già gli erano state attribuite.
Qualche anno dopo, Cofferati lancia un piano di rinnovamento degli organismi dirigenti della Cgil. Il piano prevede che anche coloro che hanno raggiunto le collocazioni più prestigiose si rendano disponibili per altri tipi di ruoli all'interno del sindacato. Fino ad allora, i dirigenti di maggior livello lasciavano la Cgil perché designati dal proprio partito politico a cariche elettive nel parlamento italiano o in  quello europeo. Airoldi condivide il piano e lo fa proprio prima di tutto con riferimento a se stesso, assumendo nel novembre 1998 la carica di segretario generale della neo-costituita Camera del lavoro metropolitana di Venezia.
Il 21 gennaio 1999 muore per un attacco cardiaco durante una riunione della segreteria a Portogruaro. Nella cerimonia di addio, celebrata a Roma presso la sede della Cgil nazionale, è ricordato da Sergio Cofferati, Vincenzo Visco (all'epoca Ministro delle finanze) e Pierpaolo Baretta.

## Opere
Le opere di Airoldi constano fondamentalmente di relazioni, interventi e interviste, scritti e/o pronunciati nell'ambito del sindacato (riunioni, congressi, riviste). Sono conservate presso l'Archivio storico della Fiom di Milano.